# Artère mésentérique supérieure
Pour les articles homonymes, voir artère mésentérique et AMS.
L'artère mésentérique supérieure (ou artère grande mésentérique) est une artère systémique de l'abdomen qui vascularise l'intestin grêle, le cæcum le côlon ascendant et la partie droite du côlon transverse.

## Origine
L'artère mésentérique supérieure naît de la face antérieure de l'aorte abdominale, en regard de la première vertèbre lombaire (L1) juste un centimètre en dessous de l'origine du tronc cœliaque. 

## Trajet
L'artère mésentérique supérieure descend verticalement derrière le pancréas et à gauche de la veine mésentérique supérieure. Après avoir passé en avant le processus unciné du pancréas, elle se dirige obliquement vers la droite dans le mésentère jusqu'à la région iléo-cæcale.

## Branches collatérales

### Bord gauche
Du bord gauche de l'artère mésentérique supérieure naissent les branches de vascularisation de l'intestin grêle : les artères jéjunales et iléales qui forment des arcades dans le mésentère..

### Bord droit
Du bord droit de l'artère mésentérique supérieure naissent les branches de vascularisation du pancréas et de la partie inférieure du duodénum avec l'artère pancréatico-duodénale inférieure.
Ainsi que les branches destinées au cæcum et au côlon : les artères iléocolique, colique droite et colique moyenne.

## Anastomoses
L'artère mésentérique supérieure s'anastomose avec l'artère mésentérique inférieure avec l'artère marginale du côlon (arcade marginale de Drummond) et l’inconstante arcade de Riolan.

## Aspect clinique

### Exploration
L'artère mésentérique supérieure peut être accessible par écho Doppler.
Elle peut être visualisée lors d'une aortographie consistant en l'injection d'un produit de contraste iodé dans l'aorte avec prise d'images radiologiques.
Le scanner, avec injection d'un produit de contraste iodé, permet de visualiser ses premiers centimètres.

### Pathologie
Une occlusion mène le plus souvent vers un infarctus intestinal (infarctus mésentérique) et a souvent des conséquences dévastatrices : jusqu'à 80 % des occlusions provoquent la mort.
Un rétrécissement de cette artère peut provoquer un angor mésentérique caractérisé par des douleurs abdominales lors de la digestion.
Le syndrome de l'artère mésentérique supérieure est caractérisé par douleur, vomissements, et dysphagie.